# Новгород-Сіверський (станція)
Но́вгород-Сі́верський — проміжна залізнична станція 5-го класу Конотопської дирекції Південно-Західної залізниці на дільниці Терещенська — Семенівка.

## Історія
Станцію відкрито у січні 1902 року у складі новозбудованої дільниці Семенівка — Новгород-Сіверський Новозибківської під'їзної колії.
У 1992 році станцію передано з Брянського відділення Московської залізниці до Конотопського відділення Південно-Західної залізниці.
До серпня 1995 року станція була кінцевою на дільниці.
Із відкриттям моста через річку Десна та 14-кілометрової дільниці Пирогівка — Новгород-Сіверський тупикова лінія Новозибков — Новгород-Сіверський була з'єднана з основною мережею залізниць України.
До середини 1990-х років курсував поїзд № 617/618 (пізніше — № 217/218) Москва — Новгород-Сіверський, який після 1995 року був скорочений до станції Климове.
У 2004 році побудований новий залізничний вокзал.
З 12 грудня 2016 року по 10 червня 2017 року 4 рази на тиждень курсував пасажирський поїзд № 330/329 Новгород-Сіверський — Суми (через Конотоп, Путивль, Білопілля).

## Пасажирське сполучення
Курсують дизель-поїзди:
- Терещенська — Новгород-Сіверський (3 пари на добу).